# Якушин, Владимир Ильич
Влади́мир Ильи́ч Яку́шин (14 сентября 1945, Дальний Восток — 22 февраля 2016, Жигулёвск) — советский и российский тренер по боксу. Тренер-преподаватель СДЮСШОР города Жигулёвска, подготовил ряд титулованных боксёров, в том числе бронзового призёра чемпионата России, победителя международных и всероссийских турниров Руслана Юлдашева. Заслуженный тренер РСФСР.

## Биография
Владимир Якушин родился 14 сентября 1945 года на Дальнем Востоке, впоследствии переехал на постоянное жительство в город Жигулёвск Куйбышевской области. Увлекался спортом с раннего детства, играл в хоккей с мячом, занимался гимнастикой, однако в конечном счёте сделал выбор в пользу бокса. Проходил подготовку под руководством жигулёвского тренера Валентина Ивановича Лямзина.
Проходил срочную службу в рядах Вооружённых Сил СССР, состоял в разведроте и затем в Спортивном клубе армии, где продолжал тренироваться и выступать на соревнованиях. В своё время был довольно успешным боксёром, в частности становился чемпионом Молдавской ССР, выиграл международный турнир в Венгрии и ещё несколько крупных турниров. В общей сложности провёл на ринге более ста боёв.
После завершения спортивной карьеры занялся тренерской деятельностью. В течение многих лет работал тренером-преподавателем по боксу в жигулёвской Специализированной детско-юношеской спортивной школе олимпийского резерва. Состоял на должности тренера в куйбышевском областном совете добровольного спортивного общества «Трудовые резервы». В 1992—2007 годах возглавлял жигулёвский боксёрский клуб «Отвага».
За долгие годы тренерской работы, в тандеме с заслуженным тренером Игорем Уткиным, Якушин подготовил целую плеяду талантливых боксёров, многие из которых добились большого успеха на всесоюзном и всероссийском уровнях. Так, в числе его воспитанников чемпион РСФСР, обладатель Кубка СССР Игорь Кочетков; призёр Спартакиады народов РСФСР, призёр чемпионата Вооружённых Сил, победитель первенства РСФСР Валерий Мышкин; призёр первенства РСФСР, призёр Спартакиады школьников СССР Игорь Борисов; двукратный чемпион международных турниров в Каунасе, призёр Спартакиады народов РСФСР, чемпион России среди СДЮСШОР, двукратный финалист Всероссийского центра спортивной подготовки Дмитрий Шмелёв. Один из самых известных его учеников в последние годы — мастер спорта Руслан Юлдашев, бронзовый призёр чемпионата России, победитель турниров всероссийского и международного значения.
За выдающиеся достижения на тренерском поприще Владимир Якушин был удостоен почётного звания «Заслуженный тренер РСФСР».
В 2007 году признан почётным гражданином города Жигулёвска.
Умер 22 февраля 2016 года в возрасте 70 лет.